# Nisída Próti
Nisída Próti är en ö i Grekland.   Den ligger i prefekturen Messenien och regionen Peloponnesos, i den södra delen av landet, 220 km sydväst om huvudstaden Aten. Arean är 2,8 kvadratkilometer.
Terrängen på Nisída Próti är lite kuperad. Öns högsta punkt är 183 meter över havet. Den sträcker sig 3,7 kilometer i nord-sydlig riktning, och 2,1 kilometer i öst-västlig riktning.